# Jet Konnect
Jet Konnect fue la marca de bajo coste de la aerolínea India, Jet Airways. Comenzó a operar el 8 de mayo de 2009, y compartía los mismos códigos que Jet Airways.

## Historia
La razón de fundar Jet Konnect se basó en la necesidad de cerrar las rutas con pérdidas para destinar los aviones a rutas beneficiosas con un mayor factor de ocupación. Jet ya contaba con una aerolínea de bajo coste llamada JetLite. Según Jet Airways, la decisión de fundar una segunda aerolínea de bajo coste en lugar de ampliar la existente se basaba en las trabas legales que retrasarían la llegada de aviones de Jet Airways a JetLite, al contar con códigos de operación diferentes. Jet Konnect ofrece vuelos baratos donde las comidas y bebidas han de ser adquiridas a bordo. Para identificar si el vuelo tiene todos los servicios incluidos o si es un vuelo Konnect los números de vuelo de Konnect están en el conjunto 9W 2000-2999.

## Flota
Jet Konnect tiene una flota de seis ATR 72-500 y dos Boeing 737-800.

## Destinos
Jet Konnect opera a las siguientes ciudades de India:
- Ahmedabad
- Amritsar
- Bangalore
- Bhavnagar
- Bhopal
- Chandigarh
- Madrás
- Cochin
- Coimbatore
- Delhi
- Hyderabad
- Jaipur
- Jodhpur
- Calcuta
- Madurai
- Mangalore
- Bombay
- Pune
- Udaipur
- Vadodara